# Kobra stepní
Kobra stepní (Walterinnesia aegyptia) je jedovatý had z čeledi korálovcovitých, je to jediný známý zástupce rodu Walterinnesia. Žije v suchých oblastech Blízkého východu na území Egypta, Izraele, Libanonu, Sýrie, Jordánska, Iráku, Íránu, Kuvajtu a Saúdské Arábie. Kobra stepní je zbarvená celá do černa, má velmi lesklé šupiny.